# Michal Handzuš
Michal Handzuš (*11. března 1977, Banská Bystrica) je bývalý profesionální slovenský lední hokejový útočník (centr), který naposledy hrál v slovenské Extralize za tým HC 05 Banská Bystrica. Je mistrem světa z roku 2002 a vítězem Stanley Cupu z roku 2013.

## Klubová kariéra
Je odchovancem banskobystrického klubu. V roce 1995 byl draftovaný klubem St. Louis Blues ve 4. kole jako 101. v celkovém pořadí. První ročník v zámoří strávil na farmě St. Louis v klubu Worcester IceCats, o rok později už hrál za Blues, kde se stal součástí produktivního slovenského útoku. Formace, ve které hrál s Pavlem Demitrou a Ľubošem Bartečkem, dostala přezdívku Slovak Line. Nasbíral 53 bodů (25+28) a pomohl tak St. Louis k zisku Prezidentovy trofeje pro nejlepší klub základní části poprvé v historii klubu. Po sezoně skončil 2. v hlasování o Frank J. Selke Trophy pro nejlepšího defenzivního útočníka v NHL.
V sezóně 2000-2001 se po 36 zápasech zranil a když se po dalších 30 zápasech vrátil na led, byl už v dresu Phoenix Coyotes. St. Louis ho totiž 13. března 2001 vyměnilo do Phoenixu společně s Ladislavem Nagym, Jeffem Taffem a prvním kolem draftu 2001 (Ben Eager) za Keitha Tkachuka.
Z Phoenixu byl dále pak 12. června 2002 do Philadelphia Flyers s Robertem Eschem za Briana Bouchera a 3. kolo draftu 2002 (Joe Callahan). Následující rok poprvé odehrál všechna utkání základní části NHL, ve kterých nasbíral 44 bodů (23+21). Devět z jeho 23 gólů bylo vítězných a tím se zařadil na 4. místo v NHL. V sezoně 2003-04 podruhé v řadě dokázal odehrát všechna utkání a podruhé v řadě dokázal dosáhnout na hranici 20. gólů. K tomu přidal osobní rekord v počtu asistencí (38) a bodů (58). V anketě Zlatý puk byl vyhlášen nejlepším slovenským útočníkem.
Při stávce v NHL v sezóně 2004-2005 postoupil v barvách HKm Zvolen do finále slovenské extraligy.
V této sezoně 2005-06 se přerušila jeho série zápasů v řadě na čísle 256, když v březnu 2006 musel vynechat 9 zápasů kvůli zranění. V 73 zápasech nasbíral 44 bodů (11+33). V týmu Flyers byl nejlepším hráčem na vhazování, když vyhrál 53,2% vhazování (608 z 1143). Proti New Jersey odehrál 1. dubna 2006 svůj 500. zápas v NHL.
Před sezónou 2006-2007 přestoupil do týmu Chicago Blackhawks, kde ale kvůli zranění odehrál za rok jen osm zápasů s 8 body.
2. července 2007 podepsal čtyřletý kontrakt s Los Angeles Kings, kde se setkal s krajany Višňovským a Nagyem. První rok se mu ale nedařilo, zaznamenal jen 21 bodů a byl podle Fox Sports nejhorší investicí letního trhu s volnými hráči. V dalších 2 sezonách však pokaždé nasbíral 42 bodů a byl opětovně zvolen nejlepším defenzivním hráčem Kings a neopěvovaným hrdinou.
1. července 2011 podepsal dvouletou smlouvu s San Jose Sharks.
Během výluky v NHL působil ve slovenské extralize v týmu Banské Bystrice, kde v 15 zápasech nasbíral 19 bodů (9+10). Po skončení výluky se mu v dresu Sharks už tolik nedařilo.
1. dubna 2013 byl však vyměněn za 4. kolo draftu 2013 (Fredrik Bergvik) do týmu Chicago Blackhawks, kde hraje s Mariánem Hossou. Noví spoluhráči mu prospěli a tak nasbíral do konce sezony 6 bodů (1+5) v 11 zápasech. V playoff byl druhým centrem Blackhawks a přidal 11 bodů (3+8) v 23 zápasech. Po 6. finálovém zápase Stanley Cupu mohl jako první po kapitánovi Toewsovi pozvednout pohár na hlavu. Po sezoně se stal nechráněným volným hráčem, ale hned v den otevření trhu s volnými hráči, 5. července 2013, se rozhodl prodloužit smlouvu s Blackhawks o 1 rok za 1 milion dolarů. Po návratu ze zámoří v 2014 odehrál tři sezóny za Banskou Bystricu, se kterou v sezóně 2016/17 získal mistrovský titul. V následujícím ročník již nenastoupil a oficiálně kariéru ukončil v srpnu 2018.

## Ocenění a úspěchy
- 1998 AHL – All-Star Game
- 1998 AHL – Nováček dubna 1998
- 2005 KP – Nejlepší útočník
- 2005 SE – All-Star Tým

## Prvenství
- Debut v NHL – 10. října 1998 (Boston Bruins proti St. Louis Blues)
- První asistence v NHL – 22. října 1998 (Ottawa Senators proti St. Louis Blues)
- První gól v NHL – 28. listopadu 1998 (St. Louis Blues proti Washington Capitals, německému brankáři Olaf Kölzig)
- První hattrick v NHL – 23. prosince 2000 (St. Louis Blues proti Mighty Ducks of Anaheim)

## Klubové statistiky
| Sezóna     | Klub                               | Soutěž     |      | Základní část | Základní část | Základní část | Základní část | Základní část |    | Play off | Play off | Play off | Play off | Play off |
| Sezóna     | Klub                               | Soutěž     | Z    | G             | A             | B             | TM            | Z             | G  | A        | B        | TM       |          |          |
| 1993/94    | ŠK Iskra Banská Bystrica           | SE-Jr.     | 40   | 23            | 36            | 59            |               | —             | —  | —        | —        | —        |          |          |
| 1994/95    | Iskra Zlatý Bažant Banská Bystrica | 1. SHL     | 22   | 15            | 14            | 29            | 10            | —             | —  | —        | —        | —        |          |          |
| 1995/96    | Iskra Zlatý Bažant Banská Bystrica | SE-Jr.     | 6    | 6             | 7             | 13            | 4             | —             | —  | —        | —        | —        |          |          |
| 1995/96    | Iskra Zlatý Bažant Banská Bystrica | SE         | 19   | 3             | 1             | 4             | 8             | —             | —  | —        | —        | —        |          |          |
| 1996/97    | HC ŠKP PS Poprad                   | SE         | 44   | 15            | 18            | 33            | 24            | —             | —  | —        | —        | —        |          |          |
| 1997/98    | Worcester IceCats                  | AHL        | 69   | 27            | 36            | 63            | 54            | 11            | 2  | 6        | 8        | 10       |          |          |
| 1998/99    | St. Louis Blues                    | NHL        | 66   | 4             | 12            | 16            | 30            | 11            | 0  | 2        | 2        | 8        |          |          |
| 1999/00    | St. Louis Blues                    | NHL        | 81   | 25            | 28            | 53            | 44            | 7             | 0  | 3        | 3        | 6        |          |          |
| 2000/01    | St. Louis Blues                    | NHL        | 36   | 10            | 14            | 24            | 12            | —             | —  | —        | —        | —        |          |          |
| 2000/01    | Phoenix Coyotes                    | NHL        | 10   | 4             | 4             | 8             | 21            | —             | —  | —        | —        | —        |          |          |
| 2001/02    | Phoenix Coyotes                    | NHL        | 79   | 15            | 30            | 45            | 34            | 5             | 0  | 0        | 0        | 2        |          |          |
| 2002/03    | Philadelphia Flyers                | NHL        | 82   | 23            | 21            | 44            | 46            | 13            | 2  | 6        | 8        | 6        |          |          |
| 2003/04    | Philadelphia Flyers                | NHL        | 82   | 20            | 38            | 58            | 82            | 18            | 5  | 5        | 10       | 10       |          |          |
| 2004/05    | HKm Zvolen                         | SE         | 33   | 14            | 24            | 38            | 34            | —             | —  | —        | —        | —        |          |          |
| 2005/06    | Philadelphia Flyers                | NHL        | 73   | 11            | 33            | 44            | 38            | 6             | 0  | 2        | 2        | 2        |          |          |
| 2006/07    | Chicago Blackhawks                 | NHL        | 8    | 3             | 5             | 8             | 6             | —             | —  | —        | —        | —        |          |          |
| 2007/08    | Los Angeles Kings                  | NHL        | 82   | 7             | 14            | 21            | 45            | —             | —  | —        | —        | —        |          |          |
| 2008/09    | Los Angeles Kings                  | NHL        | 82   | 18            | 24            | 42            | 32            | —             | —  | —        | —        | —        |          |          |
| 2009/10    | Los Angeles Kings                  | NHL        | 81   | 20            | 22            | 42            | 38            | 6             | 3  | 2        | 5        | 4        |          |          |
| 2010/11    | Los Angeles Kings                  | NHL        | 82   | 12            | 18            | 30            | 20            | 6             | 1  | 1        | 2        | 0        |          |          |
| 2011/12    | San Jose Sharks                    | NHL        | 67   | 7             | 17            | 24            | 18            | 2             | 0  | 0        | 0        | 0        |          |          |
| 2012/13    | HC ’05 Banská Bystrica             | SE         | 15   | 9             | 10            | 19            | 22            | —             | —  | —        | —        | —        |          |          |
| 2012/13    | San Jose Sharks                    | NHL        | 28   | 1             | 1             | 2             | 12            | —             | —  | —        | —        | —        |          |          |
| 2012/13    | Chicago Blackhawks                 | NHL        | 11   | 1             | 5             | 6             | 4             | 23            | 3  | 8        | 11       | 6        |          |          |
| 2013/14    | Chicago Blackhawks                 | NHL        | 59   | 4             | 12            | 16            | 16            | 19            | 2  | 1        | 3        | 8        |          |          |
| 2014/15    | HC ’05 Banská Bystrica             | SE         | 22   | 7             | 11            | 18            | 16            | 18            | 3  | 9        | 12       | 22       |          |          |
| 2015/16    | HC ’05 iClinic Banská Bystrica     | SE         | 40   | 12            | 16            | 28            | 36            | —             | —  | —        | —        | —        |          |          |
| 2016/17    | HC ’05 iClinic Banská Bystrica     | SE         | 10   | 1             | 5             | 6             | 27            | 15            | 4  | 6        | 10       | 4        |          |          |
| NHL celkem | NHL celkem                         | NHL celkem | 1009 | 185           | 298           | 483           | 498           | 116           | 16 | 30       | 46       | 52       |          |          |

## Reprezentace
Za Slovensko nastoupil na pěti mistrovstvích světa. V letech 2000 a 2012 získal stříbro, v roce 2002 byl v soupisce týmu, který turnaj vyhrál, a bez medaile odjel v letech 2005 a 2009. Reprezentoval také na olympijských hrách v Salt Lake City v roce 2002 a také o osm let později olympijském turnaji ve Vancouveru, kvůli vykloubenému ramenu naopak chyběl ve slovenském týmu na hrách v Turíně v roce 2006, i když byl také původně nominován.
| Rok                       | Tým                       | Soutěž                    | Z  | G  | A  | B  | TM |
| ------------------------- | ------------------------- | ------------------------- | -- | -- | -- | -- | -- |
| 1995                      | Slovensko 18              | MEJ                       | 5  | 5  | 3  | 8  | 4  |
| 1996                      | Slovensko 20              | MSJ                       | 6  | 0  | 3  | 3  | 2  |
| 1997                      | Slovensko 20              | MSJ                       | 6  | 2  | 4  | 6  | 2  |
| 2000                      | Slovensko                 | MS                        | 6  | 1  | 4  | 5  | 4  |
| 2002                      | Slovensko                 | ZOH                       | 2  | 1  | 0  | 1  | 6  |
| 2002                      | Slovensko                 | MS                        | 6  | 1  | 4  | 5  | 4  |
| 2005                      | Slovensko                 | MS                        | 7  | 3  | 0  | 3  | 2  |
| 2009                      | Slovensko                 | MS                        | 6  | 0  | 4  | 4  | 6  |
| 2010                      | Slovensko                 | ZOH                       | 7  | 3  | 3  | 6  | 0  |
| 2011                      | Slovensko                 | MS                        | 5  | 0  | 2  | 2  | 0  |
| 2012                      | Slovensko                 | MS                        | 8  | 2  | 5  | 7  | 0  |
| 2014                      | Slovensko                 | ZOH                       | 4  | 0  | 2  | 2  | 0  |
| Juniorská kariéra celkově | Juniorská kariéra celkově | Juniorská kariéra celkově | 17 | 7  | 10 | 17 | 8  |
| Seniorská kariéra celkově | Seniorská kariéra celkově | Seniorská kariéra celkově | 51 | 11 | 24 | 35 | 22 |